# Sanjō (Familie)

Wappen der Sanjō

Die Sanjō (jap. 三条家, Sanjō-ke, Kyūjitai: 三條家) waren eine Familie des japanischen Hofadels (Kuge), die sich von Fujiwara no Kinzane (藤原公実; 1053–1106) ableitete.
Zur Abgrenzung von den Ōgimachi-Sanjō werden sie auch als Tempōrin-Sanjō (転法輪三条家) bezeichnet.

## Genealogie
- Saneyuki (実行; 1080–1162), Sohn von Kinzane und einer Tochter Fujiwara no Motosadas, war der erste, der den Namen Sanjō annahm: das war die Gegend in Kyoto (Heian-kyō), in der seine Takakura-Residenz (三条高倉殿) lag. Er bekleidete in der kaiserlichen Regierung die Ämter Udaijin (Kanzler zur Rechten) und 1150 Daijō Daijin (Großkanzler).[2]
- Kiminori (公教; 1103–1160), Sohn Saneyukis und einer Tochter Fujiwara no Akisues, wurde 1157 Naidaijin (Minister des Inneren). Er war zudem Leiter der Behörde zur Verwaltung der Lehen (Shōen), dem Kiroku-jo.[3]
- Sanefusa (実房; 1147–1225), Kiminoris Sohn, wurde 1166 Chūnagon (Mittlerer Kabinettsrat) und Direktor des Palasts der Kaiserin (Kōgōgū), 1183 Dainagon (Oberkabinettsrat), 1189 Udaijin und schließlich 1190 Sadaijin (Kanzler zur Linken), bis er 1196 krankheitsbedingt in den Ruhestand ging und Mönch wurde.[4]
- Kinfusa (公房; 1179–1249), ältester Sohn Sanefusas, wurde 1218 Daijō Daijin, musste jedoch nach der Jōkyū-Rebellion 1221 von diesem Posten zurücktreten.[5]
- Kin’uji (公氏; 1182–1237) ein weiterer Sohn Sanefusas war Gon-Dainagon und begründete eine Linie, die sich Ōgimachi-(正親町)-Sanjō[A 2] nannte.[6]
- Sanefuyu (実冬; 1354–1411), Nachkomme Kinfusas, wurde 1402 Daijō Daijin.[7]
- Saneka (実香; 1469–1558), Sanefuyus Ururenkel, wurde 1535 Daijō Daijin.[8]
- Kin’yori (公頼; 1495–1551), Sanekas Sohn, war Sadaijin. Er zog sich auf die Burg von Ōuchi Yoshitaka (1507–1551) in Yamaguchi zurück, um nicht in die Auseinandersetzungen in Kyoto zu geraten. Er starb, als Sue Harukata (1521–1555) die Burg einnahm.[9]
  - Sanjō no kata, eine Tochter, wurde eine Nebenfrau Takeda Shingens in der Sengoku-Zeit, und Förderin von Kultur in Kōfu.
- Sanetomi (実美; 1837–1891) war einer der führenden Mitglieder des Hofadels, der an der Meiji-Restauration mitwirkte. Er geriet 1863 unter Verdacht des Shogunats, womit er seine Position als Berater des Hofes verlor. Daraufhin zog er sich in die Provinz Nagato unter den Schutz der Mōri zurück. 1867 konnte er an den Hof zurückkehren und erhielt alle Titel zurück. 1868 wurde er Gijō[A 3], Udaijin, 1874 Daijō Daijin, 1885 Naidaijin (Lordsiegelbewahrer). Im selben Jahr wurde er zum Herzog ernannt.
- Der dritte Sohn Sanetomis begründete einen Zweig mit dem Titel Baron.